# With You (canção de Jessica Simpson)
"With You" é o segundo single do terceiro álbum de estúdio da cantora estadunidense Jessica Simpson, In This Skin. Foi lançado como single em 13 de outubro de 2003 e foi um enorme sucesso em várias paradas do mundo. Alcançou a posição #14 da parada norte-americana Billboard Hot 100 e a posição #1 da Billboard Top 40 Mainstream e do Billboard Pop 100.

## Remixes e Versões
- With You [Album Version] - 3:12
- With You [Radio Edit] - 3:09
- With You [Acoustic Version] - 3:15
- With You [Joy Basu Remix] - 2:22
- With You [Mike Rizzo Global Radio Remix] - 3:36

## Posições em Charts
| Ano  | Chart                                         | Posição |
| ---- | --------------------------------------------- | ------- |
| 2004 | EUA Billboard ARC Weekly Top 40               | 1       |
| 2004 | EUA. Billboard Top 40 Mainstream              | 1       |
| 2004 | EUA Billboard Pop 100                         | 1       |
| 2004 | EUA Billboard Top 40 Tracks                   | 4       |
| 2004 | EUA Billboard Hot 100                         | 14      |
| 2004 | EUA Billboard Adult Top 40                    | 2       |
| 2004 | Austrália ARIA Top 50 Singles                 | 4       |
| 2004 | Reino Unido Singles Chart U.K. Top 75 Singles | 7       |
| 2004 | Irlanda Singles Chart Ireland Top 50 Singles  | 11      |
| 2004 | Noruega Top 20 Singles                        | 11      |
| 2004 | Nova Zelândia Top 40 Singles                  | 39      |
| 2004 | México Top 100 Singles Chart                  | 41      |
| 2004 | Mundo                                         | 37      |

1. ↑  http://www.mtv.com/news/articles/1479823/jessica-simpson-goes-harvard.jhtml